# Campeonato Carioca de Futebol de 2012 - Série B
O Campeonato Carioca da Série B de 2012 foi a 35ª edição da segunda divisão do campeonato estadual de futebol profissional do Rio de Janeiro. A competição foi organizada pela Federação de Futebol do Estado do Rio de Janeiro (FERJ).

## História
O regulamento foi similar ao do ano anterior mas com vinte e uma equipes, ao contrário do ano anterior a equipe do CFZ não participará desta edição, assim sendo, a equipe foi automaticamente rebaixada para a Série C.
Após confirmar sua participação, a equipe do Teresópolis decidiu não participar do campeonato, a equipe foi julgada Tribunal de Justiça Desportiva do Rio de Janeiro (TJD-RJ) e foi suspensa de competições oficiais por um ano.

## Regulamento
- Na primeira fase as equipes serão distribuídas em 02 grupos (A e B), com as equipes jogando entre si, dentro do grupo, em turno e returno, classificando-se para a segunda fase as 05 (cinco), sendo um total de 10 equipes classificadas para a próxima fase.

- Na segunda fase as equipes classificadas serão distribuídas em grupo único (C), com as equipes jogando entre si, dentro do grupo, em turno e returno para fins de acesso. Serão classificadas a Série A os dois primeiros colocados do grupo. Serão classificadas para a Série A as duas primeiras equipes do grupo C.

- Ainda na primeira fase, as seis equipes de menor índice técnico, independentemente do grupo a que pertençam ou a classificação serão distribuídas em grupo único (X), com equipes jogando entre si, dentro do grupo, em turno e returno para fins de rebaixamento. Serão rebaixadas para a Série C as três últimas equipes do grupo X.

### Critérios de desempate
Para o desempate entre duas ou mais equipes segue-se a ordem definida abaixo:
1. Número de vitórias
2. Saldo de gols
3. Gols marcados
4. Número de cartões amarelos e vermelhos
5. Sorteio

## Equipes participantes
| Equipe            | Cidade                | Em 2011       | Estádio                   | Capacidade | Títulos            |
| America           | Rio de Janeiro        | 16º (Série A) | Giulite Coutinho          | 16 000     | 1 (último em 2009) |
| Angra dos Reis    | Angra dos Reis        | 12º           | Jair Toscano              | 5 000      | 0 (não possui)     |
| Artsul            | Nova Iguaçu           | 16º           | Nivaldo Pereira           | 250        | 0 (não possui)     |
| Audax Rio         | São João de Meriti    | 4º            | Sendolândia               | 1 000      | 0 (não possui)     |
| Barra Mansa       | Barra Mansa           | 5º            | Leão do Sul               | 5 000      | 1 (último em 1995) |
| Cabofriense       | Cabo Frio             | 15º (Série A) | Correão                   | 4 200      | 3 (último em 2010) |
| Carapebus         | Carapebus             | 3° (Série C)  | Carneirão                 | 1 500      | 0 (não possui)     |
| Ceres             | Rio de Janeiro        | 8°            | João Francisco            | 3 000      | 0 (não possui)     |
| Goytacaz          | Campos dos Goytacazes | 1° (Série C)  | Ary de Oliveira           | 15 000     | 2 (último em 1992) |
| Imperial          | Petrópolis            | 10°           | Osório Junior             | 5 000      | 0 (não possui)     |
| Juventus          | Rio de Janeiro        | 2º (Série C)  | João Francisco            | 3 000      | 0 (não possui)     |
| Mesquita          | Mesquita              | 19º           | Louzadão                  | 6 000      | 0 (não possui)     |
| Portuguesa-RJ     | Rio de Janeiro        | 6º            | Luso-Brasileiro           | 5 994      | 3 (último em 2003) |
| Quissamã          | Quissamã              | 3º            | Antônio Carneiro          | 1 500      | 0 (não possui)     |
| Rio Branco        | Campos dos Goytacazes | 15°           | Manoel José Viana de Sá   | 3 000      | 0 (não possui)     |
| Sampaio Corrêa    | Saquarema             | 14º           | Lourival Gomes de Almeida | -          | 0 (não possui)     |
| São Cristóvão     | Rio de Janeiro        | 17º           | Figueira de Melo          | 1 000      | 1 (último em 1965) |
| São João da Barra | São João da Barra     | 13º           | Manoel José Viana de Sá   | 3 000      | 0 (não possui)     |
| Serra Macaense    | Macaé                 | 9º            | Moacyrzão                 | 16 000     | 0 (não possui)     |
| Teresópolis       | Teresópolis           | 11º           | Antônio Savatonne         | 1 000      | 0 (não possui)     |
| Tigres do Brasil  | Duque de Caxias       | 7º            | Los Larios                | 8 000      | 0 (não possui)     |

## Primeira fase
| Classificação | Classificação    | Classificação | Classificação | Classificação | Classificação | Classificação | Classificação | Classificação | Classificação | Classificação | Classificação |
| #             | Time             | PG            | J             | V             | E             | D             | GP            | GS            | SG            | IT            |               |
| ------------- | ---------------- | ------------- | ------------- | ------------- | ------------- | ------------- | ------------- | ------------- | ------------- | ------------- | ------------- |
| 1             | Quissamã         | 47            | 20            | 14            | 5             | 1             | 45            | 18            | +27           | 4,60          |               |
| 2             | Ceres            | 37            | 20            | 12            | 1             | 7             | 31            | 22            | +9            | 3,40          |               |
| 3             | Barra Mansa      | 35            | 20            | 10            | 5             | 5             | 33            | 20            | +13           | 3,40          |               |
| 4             | Tigres do Brasil | 34            | 20            | 11            | 1             | 8             | 46            | 28            | +18           | 4,00          |               |
| 5             | Artsul           | 34            | 20            | 9             | 7             | 4             | 26            | 13            | +13           | 3,00          |               |
| 6             | Rio Branco       | 31            | 20            | 10            | 1             | 9             | 28            | 23            | +5            | 2,95          |               |
| 7             | Serra Macaense   | 29            | 20            | 8             | 5             | 7             | 31            | 23            | +8            | 3,00          |               |
| 8             | Mesquita         | 26            | 20            | 7             | 5             | 8             | 25            | 32            | -7            | 2,55          |               |
| 9             | São Cristóvão    | 21            | 20            | 6             | 3             | 11            | 21            | 27            | -6            | 2,10          |               |
| 10            | Carapebus        | 15            | 20            | 4             | 3             | 13            | 18            | 44            | -26           | 1,74          |               |
| 11            | Teresópolis      | 0             | 20            | 0             | 0             | 20            | 0             | 60            | -60           | 0,00          |               |

| Classificação | Classificação     | Classificação | Classificação | Classificação | Classificação | Classificação | Classificação | Classificação | Classificação | Classificação | Classificação |
| #             | Time              | PG            | J             | V             | E             | D             | GP            | GS            | SG            | IT            |               |
| ------------- | ----------------- | ------------- | ------------- | ------------- | ------------- | ------------- | ------------- | ------------- | ------------- | ------------- | ------------- |
| 1             | Sampaio Corrêa    | 31            | 18            | 8             | 7             | 3             | 23            | 17            | +6            | 3,00          |               |
| 2             | Goytacaz          | 29            | 18            | 8             | 5             | 5             | 27            | 14            | +13           | 3,11          |               |
| 3             | Audax             | 29            | 18            | 8             | 5             | 5             | 27            | 23            | +4            | 3,11          |               |
| 4             | São João da Barra | 29            | 18            | 8             | 5             | 5             | 24            | 23            | +1            | 2,94          |               |
| 5             | Portuguesa        | 28            | 18            | 7             | 7             | 4             | 16            | 10            | +6            | 2,44          |               |
| 6             | Angra dos Reis    | 26            | 18            | 8             | 2             | 8             | 19            | 22            | -3            | 2,50          |               |
| 7             | America           | 24            | 18            | 7             | 3             | 8             | 30            | 27            | +3            | 3,00          |               |
| 8             | Cabofriense       | 24            | 18            | 7             | 3             | 8             | 31            | 29            | +2            | 3,06          |               |
| 9             | Juventus          | 16            | 18            | 4             | 4             | 10            | 26            | 38            | -12           | 2,33          |               |
| 10            | Imperial          | 11            | 18            | 2             | 5             | 11            | 16            | 36            | -20           | 1,50          |               |

## Segunda fase

### Grupo C
| 1  | Quissamã          | 46 | 22 | 14 | 4 | 4  | 41 | 24 | +17 |
| 2  | Audax Rio         | 44 | 22 | 13 | 5 | 4  | 44 | 21 | +23 |
| 3  | Goytacaz          | 43 | 22 | 13 | 4 | 5  | 40 | 32 | +8  |
| 4  | Portuguesa-RJ     | 41 | 22 | 11 | 8 | 3  | 33 | 23 | +10 |
| 5  | São João da Barra | 36 | 22 | 11 | 3 | 8  | 37 | 31 | +6  |
| 6  | Ceres             | 35 | 22 | 9  | 8 | 5  | 34 | 22 | +12 |
| 7  | Barra Mansa       | 24 | 22 | 7  | 3 | 12 | 23 | 33 | -10 |
| 8  | Sampaio Corrêa    | 24 | 22 | 7  | 3 | 12 | 20 | 30 | -10 |
| 9  | Artsul            | 24 | 21 | 6  | 6 | 9  | 23 | 34 | -11 |
| 10 | Tigres do Brasil  | 23 | 22 | 7  | 2 | 13 | 26 | 31 | -5  |
| 11 | Serra Macaense    | 14 | 21 | 4  | 2 | 15 | 17 | 28 | -11 |
| 12 | Rio Branco        | 13 | 22 | 3  | 4 | 15 | 16 | 45 | -29 |

## Segunda fase

### Grupo X
| Classificação | Classificação  | Classificação | Classificação | Classificação | Classificação | Classificação | Classificação | Classificação | Classificação | Classificação |
| #             | Time           | PG            | J             | V             | E             | D             | GP            | GS            | SG            |               |
| ------------- | -------------- | ------------- | ------------- | ------------- | ------------- | ------------- | ------------- | ------------- | ------------- | ------------- |
| 1             | Angra dos Reis | 25            | 10            | 8             | 1             | 1             | 27            | 13            | 14            |               |
| 2             | Imperial       | 21            | 10            | 6             | 3             | 1             | 20            | 7             | +13           |               |
| 3             | Mesquita       | 17            | 10            | 5             | 2             | 3             | 14            | 10            | +4            |               |
| 4             | Juventus       | 14            | 10            | 4             | 2             | 4             | 15            | 12            | +3            |               |
| 5             | São Cristóvão  | 8             | 10            | 2             | 2             | 6             | 14            | 18            | -4            |               |
| 6             | Carapebus      | 0             | 10            | 0             | 0             | 10            | 0             | 30            | -30           |               |

## Classificação Geral
Para definição de classifcação geral, do 1° ao 12° será de acordo com a classificação obtida pelas equipes ao final do returno do grupo C, do 11° ao 13° será de acordo com a classificação das equipes ao final do returno do grupo A e B e que não se classificaram para a fase seguinte, do 13°. As seis últimas colocações será de acordo com a classificação obtida pelas equipes ao final do returno do grupo X.
| Classificação | Classificação     | Classificação | Classificação | Classificação | Classificação | Classificação | Classificação | Classificação | Classificação | Classificação |
| #             | Time              | PG            | J             | V             | E             | D             | GP            | GS            | SG            |               |
| ------------- | ----------------- | ------------- | ------------- | ------------- | ------------- | ------------- | ------------- | ------------- | ------------- | ------------- |
| 1             | Quissamã          | 93            | 42            | 28            | 9             | 5             | 86            | 42            | +44           |               |
| 2             | Audax Rio         | 73            | 40            | 21            | 10            | 9             | 67            | 44            | +23           |               |
| 3             | Goytacaz          | 72            | 40            | 21            | 9             | 10            | 67            | 46            | +21           |               |
| 4             | Portuguesa-RJ     | 69            | 40            | 18            | 15            | 7             | 49            | 33            | +16           |               |
| 5             | São João da Barra | 65            | 40            | 19            | 8             | 13            | 61            | 54            | +7            |               |
| 6             | Ceres             | 72            | 42            | 21            | 9             | 12            | 65            | 44            | +21           |               |
| 7             | Artsul            | 58            | 42            | 15            | 13            | 14            | 51            | 47            | +4            |               |
| 8             | Barra Mansa       | 59            | 42            | 17            | 8             | 17            | 56            | 53            | +3            |               |
| 9             | Sampaio Corrêa-RJ | 55            | 40            | 15            | 10            | 15            | 43            | 47            | -4            |               |
| 10            | Tigres do Brasil  | 57            | 42            | 18            | 3             | 21            | 71            | 59            | +12           |               |
| 11            | Serra Macaense    | 43            | 42            | 12            | 7             | 23            | 48            | 53            | -5            |               |
| 12            | Rio Branco        | 44            | 42            | 13            | 5             | 24            | 44            | 68            | -24           |               |
| 13            | America           | 24            | 18            | 7             | 3             | 8             | 30            | 27            | +3            |               |
| 14            | Cabofriense       | 24            | 18            | 7             | 3             | 8             | 31            | 29            | +2            |               |
| 15            | Angra dos Reis    | 51            | 28            | 16            | 3             | 9             | 46            | 35            | +11           |               |
| 16            | Imperial          | 32            | 28            | 8             | 8             | 12            | 36            | 43            | -7            |               |
| 17            | Mesquita          | 43            | 30            | 12            | 5             | 11            | 36            | 46            | -10           |               |
| 18            | Juventus          | 25            | 28            | 8             | 6             | 14            | 41            | 50            | -9            |               |
| 19            | São Cristóvão     | 29            | 30            | 8             | 5             | 17            | 35            | 45            | -10           |               |
| 20            | Carapebus[i]      | 15            | 30            | 4             | 3             | 23            | 18            | 74            | -56           |               |
| 21            | Teresópolis[ii]   | 0             | 20            | 0             | 0             | 20            | 0             | 60            | -60           |               |
| 22            | CFZ[iii]          | 0             | 0             | 0             | 0             | 0             | 0             | 0             | 0             |               |

i. ^ Rebaixado por abandonar a competição de juniores.
ii. ^ Rebaixado por abandonar a competição depois do prazo determinado pela FERJ.
iii. ^ Rebaixado por abandonar a competição por 3 anos consecutivos.

## Premiação
| Carioca Série B - 2012       |
| Quissamã                     |
| ---------------------------- |
| Quissamã Campeão (1° título) |